# أوسكار أرياس
أوسكار أرياس (5 يناير 1966 في ألمانيا - ) هو لاعب كرة قدم ألماني في مركز الوسط. لعب مع ريال سبورتينغ خيخون وريكرياتيفو ونادي لاردة.

## وصلات خارجية
- أوسكار أرياس على موقع قاعدة بيانات كرة القدم.إي يو (الإنجليزية)